# سوسمارهای دم‌شلاقی
سوسمارهای دم‌شلاقی (نام علمی: Cnemidophorus) سرده‌ای از سوسمارها از خانواده Teiidae است. گونه‌های سردهٔ Cnemidophorus معمولاً به عنوان سوسمارهای دم‌شلاقی یا تیزروهای دم‌شلاقی نامیده می‌شوند. این سرده بومی آمریکای جنوبی، آمریکای مرکزی و هند غربی است.